# Sužid
Sužid este o localitate din comuna Kobarid, Slovenia, cu o populație de 129 de locuitori.